# Sender Aldrans
Der Sender Aldrans war eine Sendeeinrichtung des österreichischen Rundfunks in Aldrans bei Innsbruck. Sie ging am 2. Juni 1927 in Betrieb und verwendete in der Anfangszeit eine T-Antenne, die an zwei 48 Meter hohen, abgespannten Stahlfachwerkmasten aufgehängt war. Vier Jahre später wurden diese durch zwei 151 Meter hohe Exemplare ersetzt. Wegen der ungünstigen Topographie des Standorts war eine möglichst niedere Sendefrequenz im Mittelwellenbereich anzustreben, was aber erst zu Beginn des Zweiten Weltkriegs möglich wurde.
Später wurde die T-Antenne entfernt und die beiden Maste in zwei selbststrahlende Maste umgebaut.
Nach dem Zweiten Weltkrieg sendete Aldrans bis zur Betriebseinstellung auf der nicht zum offiziellen Mittelwellen-Rundfunkbereich gehörenden Frequenz 520 kHz mit einer Leistung von 10 kW. Dies war dadurch möglich, weil dieser Sender wegen seiner Tallage und der relativ geringen Sendeleistung kaum in der Lage war, den Seefunk, für den diese Frequenz gedacht war, zu stören.
Ab Anfang der 1950er Jahre wurde auch ein Kurzwellensender auf der Frequenz 6000 kHz im 49-Meter-Band in Betrieb genommen. Er verwendete eine steil strahlende Antenne und war auch im Nahbereich zu empfangen. 1984 wurde der Sendebetrieb in Aldrans eingestellt und die Anlage demontiert. Der 10 kW starke Kurzwellensender wurde nach Moosbrunn verfrachtet.